# Rudnik (gmina, Lublin)
Pour les articles homonymes, voir Rudnik.
Rudnik est une gmina rurale (gmina wiejska) de la powiat de Krasnystaw, dans la Voïvodie de Lublin, dans l'est de la Pologne.
Son siège administratif (chef-lieu) est le village de Rudnik, qui se situe environ 20 kilomètres (km) au sud-ouest de Krasnystaw (siège du powiat) et 50 kilomètres au sud-est de la capitale régionale Lublin (capitale de la voïvodie).
La gmina couvre une superficie de 88,4 km2 pour une population de 3 521 habitants en 2006.

## Histoire
De 1975 à 1998, la gmina est attachée administrativement à l'ancienne Voïvodie de Zamość.

Depuis 1999, elle fait partie de la nouvelle voïvodie de Lublin.

## Géographie

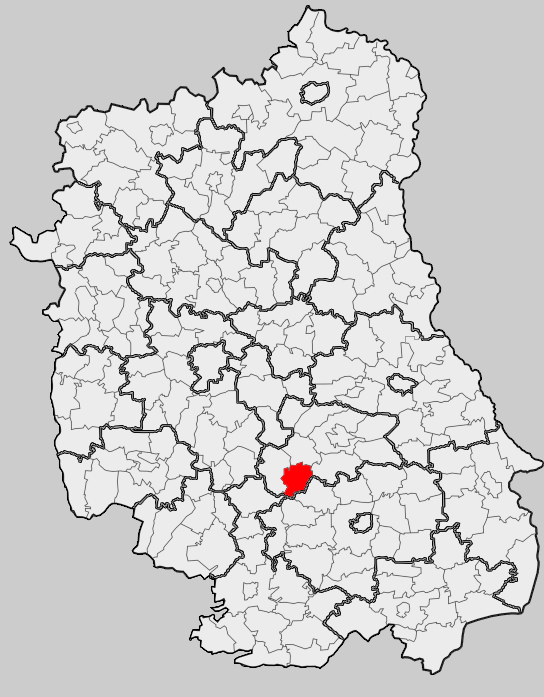
Position de la gmina dans la voïvodie

La gmina inclut les villages de:
- Bzowiec
- Joanin
- Kaszuby
- Majdan Borowski Pierwszy
- Majdan Kobylański
- Majdan Łuczycki
- Majdan Średni
- Maszów
- Maszów Dolny
- Maszów Górny
- Międzylas
- Mościska
- Mościska-Kolonia
- Płonka
- Płonka Poleśna
- Płonka-Kolonia
- Potasznia
- Równianki
- Rudnik
- Rudnik-Romanówek
- Suche Lipie
- Suszeń
- Wierzbica

### Gminy voisines
La gmina de Rudnik est voisine des gminy de:
- Gorzków
- Izbica
- Nielisz
- Sułów
- Turobin
- Żółkiewka

## Structure du terrain
D'après les données de 2002, la superficie de la commune de Rudnik est de 88,4 kilomètres carrés, répartis comme telle :
- terres agricoles : 86 %
- forêts : 9 %

La commune représente 7,77 % de la superficie du powiat.

## Démographie
Données du 30 juin 2004:
| Description        | Total  | Total | Femmes | Femmes | Hommes | Hommes |
| ------------------ | ------ | ----- | ------ | ------ | ------ | ------ |
| Unité              | Nombre | %     | Nombre | %      | Nombre | %      |
| Population         | 3 605  | 100   | 1 841  | 51,1   | 1 764  | 48,9   |
| Densité (hab./km²) | 40,    | 40,   | 20,8   | 20,8   | 20     | 20     |